# ظلة قبية

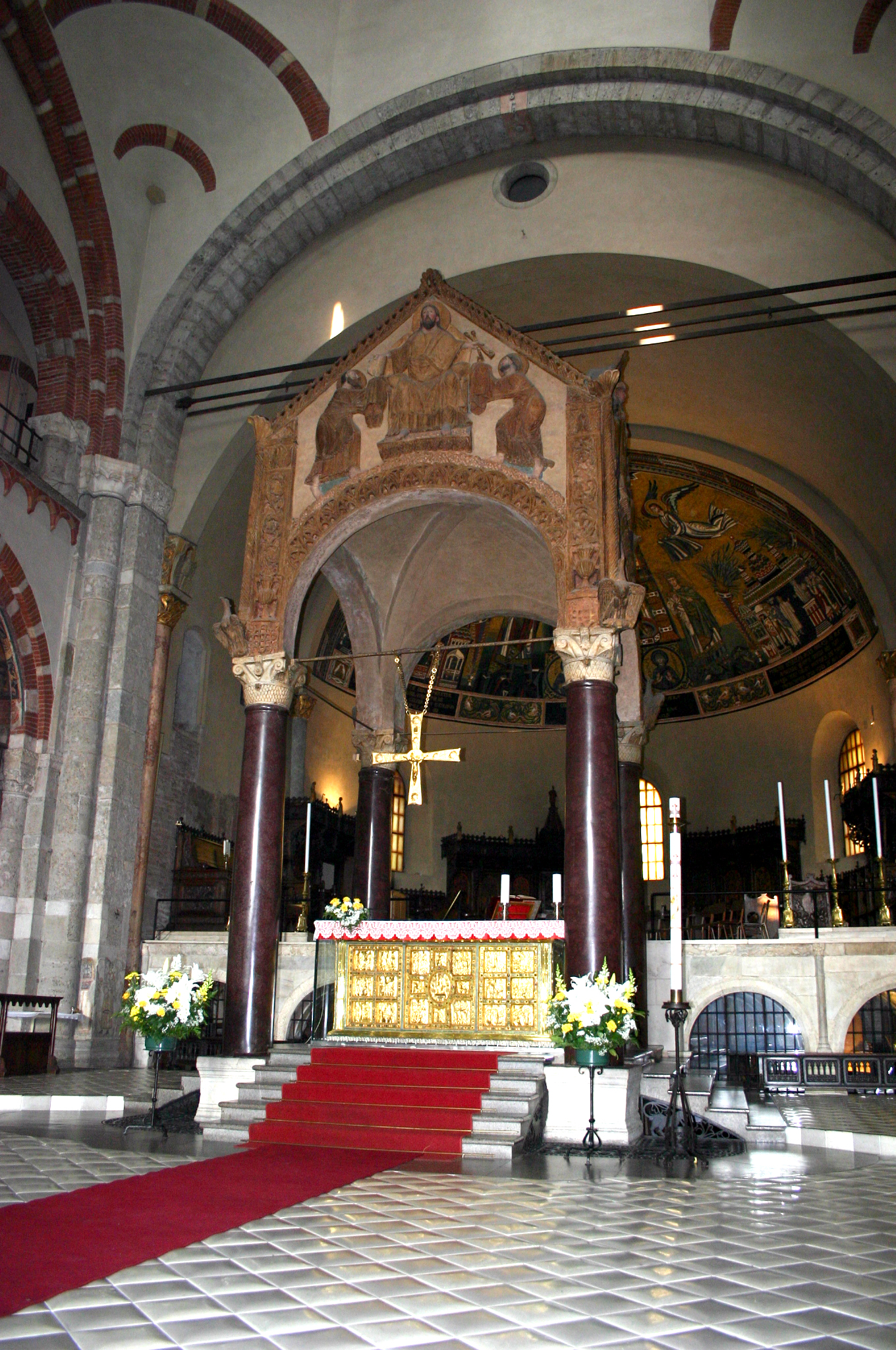
ظلة قبية في Sant'Ambrogio ميلان

الظُّلَّة القُبية في العمارة الكنسية ظلة أو غطاء مدعوم بأعمدة قائم بذاته في الحرم ويغطي المذبح في بَسِلِقَة أو أي عمارة كنيسة أخرى.

## انظر أيضًا

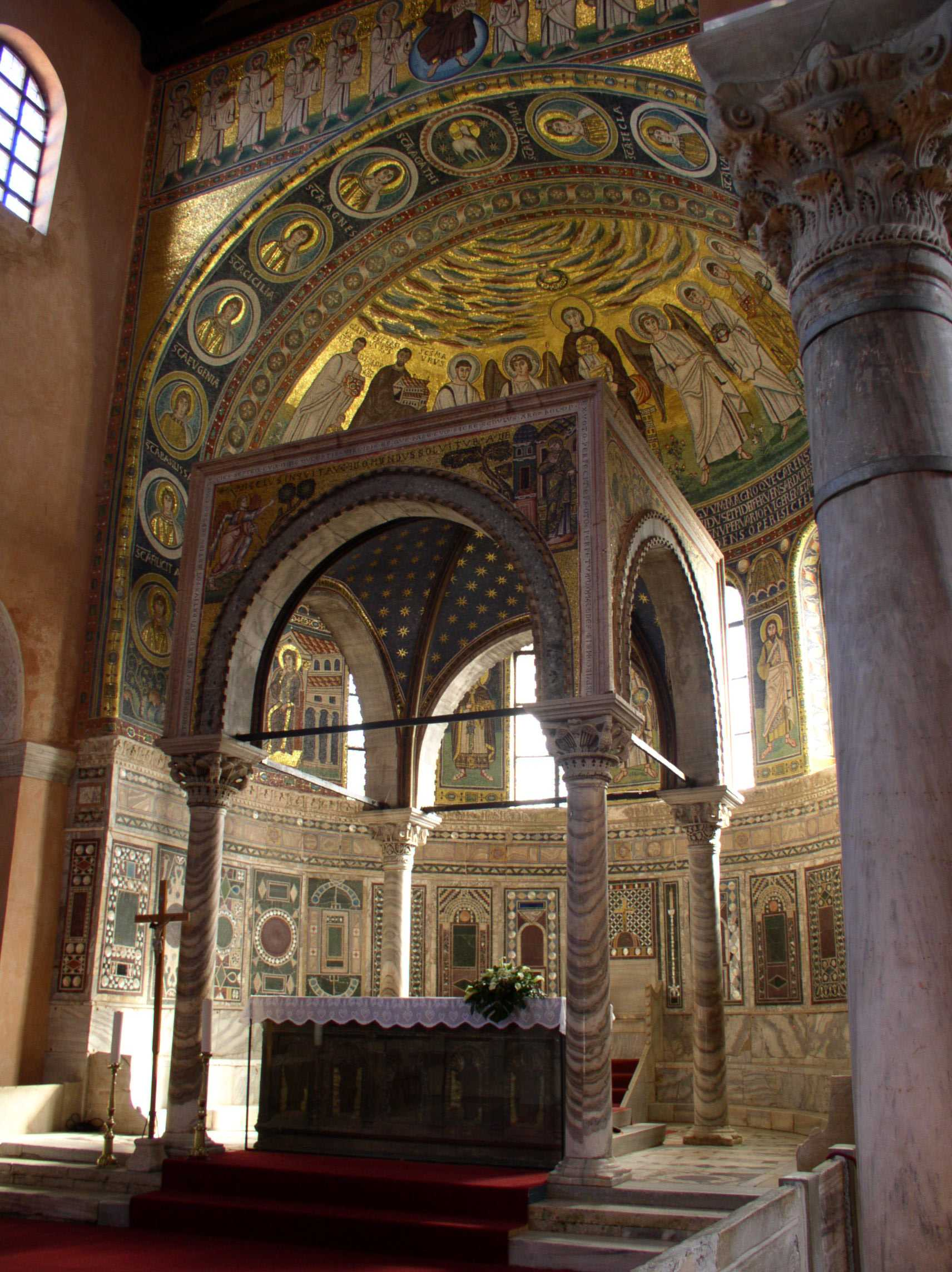
بَسِلِقة في إسترية في كرواتيا. أعمدة القرن السادس والمظلة 1277.